# Diastatops
Diastatops is een geslacht van libellen (Odonata) uit de familie van de korenbouten (Libellulidae).

## Soorten
Diastatops omvat acht soorten:
- Diastatops dimidiata (Linnaeus, 1758)
- Diastatops emilia Montgomery, 1940
- Diastatops estherae Montgomery, 1940
- Diastatops intensa Montgomery, 1940
- Diastatops maxima Montgomery, 1940
- Diastatops nigra Montgomery, 1940
- Diastatops obscura (Fabricius, 1775)
- Diastatops pullata (Burmeister, 1839)